# Kamimuria acutispina
Kamimuria acutispina är en bäcksländeart som beskrevs av Wu, C.F. 1973. Kamimuria acutispina ingår i släktet Kamimuria och familjen jättebäcksländor. Inga underarter finns listade i Catalogue of Life.